# Primula pskemensis
Primula pskemensis là một loài thực vật có hoa trong họ Anh thảo. Loài này được Lazkov mô tả khoa học đầu tiên năm 2004.